# Henri Pélissier
Henri Pélissier (Parijs, 22 januari 1889 – Dampierre-en-Yvelines, 1 mei 1935) was een Frans wielrenner. Zijn bijnaam luidde Fil de fer, man van ijzer. Pélissier was beroepsrenner van 1911 tot 1926; zijn loopbaan werd onderbroken door de Eerste Wereldoorlog. In 1923 schreef hij de Ronde van Frankrijk op zijn naam.
Pélissier was een van drie broers (naast Francis en Charles) die beroepswielrenner zouden worden. Hij kreeg de bijnaam "Henri de Groote". Hij begon in 1911 professioneel te koersen en boekte al voor de Eerste Wereldoorlog belangrijke overwinningen, waaronder in 1912 Milaan-San Remo en drie etappes in de Ronde van Frankrijk 1914.
Hij stond bekend als een eigenzinnig en rebels coureur, waarvan het bekendste voorbeeld wel zijn langdurige vete is met Henri Desgrange over de erbarmelijke omstandigheden waarin renners in de eerste jaren van de Tour moesten rijden.
Na de oorlog won hij in 1919 Parijs-Roubaix. Voorafgaand aan de editie van 1921 eisten Henri en zijn broer Francis dat hun sponsor meer zou betalen dan het schijntje dat renners tot dan toe ontvingen. Hun verzoek werd afgewezen en zij verkozen om zonder sponsor als onafhankelijken te rijden. Desgrange bezwoer dat ze nooit meer op de voorpagina van zijn krant l'Auto zouden verschijnen, maar die woorden moest hij schielijk inslikken toen Henri de wedstrijd won. Na weer zo'n ruzie in 1923 schreef Desgrange: "Pélissier zal de Tour nooit winnen. Hij weet niet wat lijden is." Pélissier logenstrafte deze woorden door datzelfde jaar de Tour te winnen.
Pélissier stond berucht om zijn ruziezoekende en driftige aard, wat veelvuldig tot onmin met anderen in het peloton leidde en na zijn wielercarrière tot een snelle teloorgang in zijn privéleven. In 1933 pleegde zijn vrouw Leonie zelfmoord en twee jaar later schoot zijn nieuwe partner, Camille Tharault, Pélissier dood, nadat hij haar tijdens een ruzie met een mes had verwond. Zij schoot met hetzelfde vuurwapen dat zijn vrouw had gebruikt.
Hij was een fenomeen en super-crack. Hij wilde nooit verliezen, en om te winnen waren alle middelen geoorloofd. Hij was een volbloed en driftkop in de koersen.

## Belangrijkste overwinningen
1911
- Milaan-Turijn
- Turijn-Florence-Rome
- Ronde van Lombardije

1912
- Milaan-San Remo

1913
- Ronde van Lombardije
- 3e etappe Ronde van Frankrijk

1914
- 10e etappe Ronde van Frankrijk
- 12e etappe Ronde van Frankrijk
- 15e etappe Ronde van Frankrijk

1919
- Frans kampioen op de weg, Elite
- Parijs-Roubaix
- Bordeaux-Parijs
- 2e etappe Ronde van Frankrijk

1920
- Parijs-Brussel
- Ronde van Lombardije
- 3e etappe Ronde van Frankrijk
- 4e etappe Ronde van Frankrijk

1921
- Parijs-Roubaix

1922
- Paris-Tours
- Omloop van Parijs

1923
- 3e etappe Ronde van Frankrijk
- 10e etappe Ronde van Frankrijk
- 11e etappe Ronde van Frankrijk
- Eindklassement Ronde van Frankrijk

1924
- 2e etappe Ronde van het Baskenland

## Resultaten in voornaamste wedstrijden
| Jaar | Ronde van Italië | Ronde van Frankrijk | Ronde van Spanje |
| ---- | ---------------- | ------------------- | ---------------- |
| 1911 |                  |                     |                  |
| 1912 |                  | opgave              |                  |
| 1913 |                  | opgave (1)          |                  |
| 1914 |                  | ↑ (3)               |                  |
| 1917 |                  |                     |                  |
| 1919 |                  | opgave (1)          |                  |
| 1920 |                  | opgave (2)          |                  |
| 1921 |                  |                     |                  |
| 1922 |                  |                     |                  |
| 1923 |                  | ↑ (3)               |                  |
| 1924 |                  | opgave              |                  |
| 1925 |                  | opgave              |                  |

| Jaar | Milaan-San Remo | Ronde van Vlaanderen | Parijs-Roubaix | Ronde van Lombardije | Parijs-Tours | Parijs-Brussel | Bordeaux-Parijs |
| ---- | --------------- | -------------------- | -------------- | -------------------- | ------------ | -------------- | --------------- |
| 1911 |                 |                      |                | ↑                    |              | 12e            |                 |
| 1912 | ↑               |                      |                |                      |              |                |                 |
| 1913 | opgave          |                      |                | ↑                    | 10e          |                |                 |
| 1914 |                 |                      |                |                      |              |                |                 |
| 1917 |                 |                      |                | ↑                    |              |                |                 |
| 1919 |                 |                      | ↑              |                      | 6e           |                | ↑               |
| 1920 | ↑               |                      | 6e             | ↑                    | opgave       | Goud           | opgave          |
| 1921 | 6e              |                      | ↑              | 5e                   |              |                |                 |
| 1922 |                 | 4e                   | 10e            |                      | ↑            |                |                 |
| 1923 |                 |                      | 7e             |                      | opgave       | opgave         | opgave          |
| 1924 |                 |                      | 5e             |                      | opgave       |                |                 |
| 1925 |                 |                      | 7e             |                      |              |                |                 |
| 1926 |                 |                      | 6e             |                      |              |                |                 |